# Jaguar XJ (X300)
Po przejęciu kontroli nad firmą przez Forda, nowy właściciel zdecydował się na upodobnienie modelu XJ40 do legendarnej serii III. Projektant Geoff Lawson przestylizował przednią i tylną część nadwozia, przywracając przednim reflektorom i tylnym lampom kształt kojarzony od dawna z Jaguarem. Model X300 przedstawiono w wersjach XJ6 typ AJ16 (z 6-cylindrowymi silnikami rzędowymi o pojemnościach 3,2 i 4,0) i XJ12 z ekskluzywnym sześciolitrowym silnikiem V12, który znany był z poprzedniego modelu XJ40. XJ12 z 12-cylindrowymi silnikami przedstawiono w 1994 jako model na rok produkcyjny 1995. Do produkcji wszedł także model Sport z zaadaptowanym zawieszeniem z modelu XJR w wersji 3,2l jak i 4,0l. Do modeli podstawowych dołączyła po raz pierwszy także wersja XJR z pierwszym doładowanym silnikiem sprężarką mechaniczną firmy Eaton. Nowe Jaguary XJ odznaczały się wyśmienitym komfortem jazdy dzięki specjalnie opracowanym oponom tłumiącym drgania firmy Pirelli, wyposażono go także w podwójne szyby jak w samochodach BMW E32 i Mercedesie W140 co umożliwiło znakomite wytłumienie hałasu z zewnątrz. Poprawiono także charakterystykę zawieszenia i układ jezdny reagujący na prędkość i styl jazdy. Zaprezentowano też wersję LWB (Long Wheel Base) z rozstawem osi większym o 125 mm.

## Wersja XJR (X306)
Do znanych już wcześniej modeli dołączyła także bardziej sportowa wersja XJR z pierwszym doładowanym silnikiem sprężarką mechaniczną firmy Eaton model M90 o doładowaniu 0,7 bara. Ten model Jaguara wyposażony był w 3-drożny katalizator i sondę Lambda. Był to pierwszy model z doładowaniem sprężarką mechaniczną w historii marki Jaguar i drugi w ogóle doładowany po ultra super samochodzie o nazwie XJ 220. Kod silnika zyskał literę "S" od słowa sport i nosił obecnie pełną nazwę (AJ16S). Silnik bazował na zwykłej wersji 4,0l, ale dzięki sprężarce i chłodnicy ładowanego powietrza chłodzonej wodą, moc wzrosła o blisko 33% z 241 od 320 KM do 326 KM, a moment obrotowy o prawie 37% z 375 do 512 Nm. Przy czym już od 2000 do 4000 obrotów na minutę było dostępne nie mniej niż 400 Nm. Niższe, sportowe zawieszenie o prześwicie 10 mm mniejszym od zwykłych modeli serii XJ i oponom o niższym profilu (255/45 ZR17) zmniejszyło komfort jazdy, lecz poprawiło prowadzenie i stabilność. Wersja XJR z pięciobiegową manualną skrzynią biegów Getrag 290 była proponowana jako standardowa z uwagi na sportowe aspiracje modelu, lecz klienci w 95% wybierali alternatywę w postaci 4-biegowej skrzyni automatycznej 4L80E produkcji GM, stosowanej również w wersjach XJ12 oraz Daimler Double Six. Wyprodukowano tylko 268 samochodów z ręczną skrzynią biegów, w tym 103 egzemplarze z kierownicą z prawej strony na rynek UK i 165 z kierownicą po lewej stronie. Dziś wersja XJR Sport z manualną skrzynią biegów stanowi rarytas i jest poszukiwana przez kolekcjonerów. Kosmetycznie XJR różniło się od eleganckich Sovereignów, aluminiowe obwódki wokół drzwi zyskały matowo czarny, bardziej sportowy kolor. Przedni grill był lakierowany w kolorze nadwozia, to wyróżniało kosmetycznie wersję XJR Sport od klasycznych wersji XJ, które ociekały aluminium i drewnianymi wstawkami. Poza tym większe końcówki układu wydechowego i specjalnie chromowane 5 szprychowe aluminiowe felgi Sport stworzone tylko do tego modelu. Ta generacja XJR często bywa oznaczana XJR6 – co ułatwia odróżnienie od następcy, modelu XJR z serii X308, który wyposażono w doładowany kompresorem silnik o 8 cylindrach, który rozwijał moc od 363 do 370 KM. Silnik 8 cylindrowy nie jest dużo cięższy od sześciocylindrowego poprzednika.

### Silniki i specyfikacja Jaguara XJ
| Silniki benzynowe             | Silniki benzynowe | Silniki benzynowe                | Silniki benzynowe      | Silniki benzynowe | Moc / Nm                        | Moc / Nm               | Osiągi     | Osiągi                                |
| Model                         | Wersja            | Silnik                           | Skrzynia biegów        | Doładowanie       | Moc maksymalna                  | Maksymalny moment Nm   | 0-100 km/h | Prędkość maksymalna                   |
| ----------------------------- | ----------------- | -------------------------------- | ---------------------- | ----------------- | ------------------------------- | ---------------------- | ---------- | ------------------------------------- |
| XJ6 3.2                       | Classic           | AJ16 6-cylindrowy 3,2l-24v       | 5-biegowa manualna     | –                 | 155 kW / 211 KM @ 5100 obr./min | 301 Nm @ 4500 obr./min | 8,2 sek    | 222 km/h                              |
| XJ6 3.2 SOVEREIGN             | Classic           | AJ16 6-cylindrowy 3,2l-24v       | 4-biegowa automatyczna | –                 | 155 kW / 211 KM @ 5100 obr./min | 301 Nm @ 4500 obr./min | 8,9 sek    | 222 km/h                              |
| XJ6 3.2 LWB SOVEREIGN         | Classic/Sport     | AJ16 6-cylindrowy 3,2l-24v       | 4-biegowa automatyczna | –                 | 155 kW / 211 KM @ 5100 obr./min | 301 Nm @ 4500 obr./min | 8,9 sek    | 222 km/h                              |
| XJ6 3.2 SOVEREIGN             | Sport             | AJ16 6-cylindrowy 3,2l-24v       | 5-biegowa manualna     | –                 | 155 kW / 211 KM @ 5100 obr./min | 301 Nm @ 4500 obr./min | 8,4 sek    | 222 km/h                              |
| XJ6 4.0 SOVEREIGN             | Classic           | AJ16 6-cylindrowy 4,0l-24v       | 5-biegowa manualna     | –                 | 177 kW / 241 KM @ 4800 obr./min | 375 Nm @ 4000 obr./min | 7,3 sek    | 232 km/h                              |
| XJ6 4.0 LWB SOVEREIGN         | Classic/Sport     | AJ16 6-cylindrowy 4,0l-24v       | 4-biegowa automatyczna | –                 | 177 kW / 241 KM @ 4800 obr./min | 375 Nm @ 4000 obr./min | 8,1 sek    | 232 km/h                              |
| XJ6 4.0 SOVEREIGN             | Sport             | AJ16 6-cylindrowy 4,0l-24v       | 5-biegowa manualna     | –                 | 177 kW / 241 KM @ 4800 obr./min | 375 Nm @ 4000 obr./min | 7,2 sek    | 232 km/h                              |
| XJ6 4.0 LWB SOVEREIGN         | Sport             | AJ16 6-cylindrowy 4,0l-24v       | 5-biegowa manualna     | –                 | 177 kW / 241 KM @ 4800 obr./min | 375 Nm @ 4000 obr./min | 7,5 sek    | 232 km/h                              |
| XJ6 4.0 SOVEREIGN VANDEN PLAS | Classic           | AJ16 6-cylindrowy 4,0l-24v       | 4-biegowa automatyczna | –                 | 184 kW / 250 KM @ 4800 obr./min | 392 Nm @ 4000 obr./min | 8,2 sek    | 235 km/h                              |
| XJR 4.0 Sport                 | Sport             | AJ16S 6-cylindrowy 4,0l-24v      | 5-biegowa manualna     | ✔                 | 235 kW / 320 KM @ 5000 obr./min | 512 Nm @ 3050 obr./min | 5,4 sek    | 250 km/h (ograniczona elektronicznie) |
| XJR 4.0 Sport                 | Sport             | AJ16S 6-cylindrowy 4.0l-24v      | 4-biegowa automatyczna | ✔                 | 235 kW / 320 KM @ 5000 obr./min | 512 Nm @ 3050 obr./min | 5,8 sek    | 250 km/h (ograniczona elektronicznie) |
| XJ12 6.0                      | Classic           | Jaguar HE 12-cylindrowy 6,0l-24v | 4-biegowa automatyczna | –                 | 235 kW / 320 KM @ 5000 obr./min | 475 Nm @ 2850 obr./min | 6,8 sek    | 250 km/h (ograniczona elektronicznie) |
| XJ12 6.0 LWB                  | Classic           | Jaguar HE 12-cylindrowy 6,0l-24v | 4-biegowa automatyczna | –                 | 235 kW / 320 KM @ 5000 obr./min | 475 Nm @ 2850 obr./min | 6,9 sek    | 250 km/h (ograniczona elektronicznie) |
| Daimler Six                   | Classic           | AJ16 6-cylindrowy 4,0l-24v       | 4-biegowa automatyczna | –                 | 177 kW / 241 KM @ 4800 obr./min | 375 Nm @ 4000 obr./min | 8,1 sek    | 232 km/h                              |
| Daimler Double Six            | Classic           | Jaguar HE 12-cylindrowy 6,0l-24v | 4-biegowa automatyczna | –                 | 230 kW / 311 KM @ 5000 obr./min | 480 Nm @ 2850 obr./min | 7,2 sek    | 250 km/h (ograniczona elektronicznie) |